# Rotterdam Qualification Meet 2022
De Rotterdam Qualification Meet 2022 was een internationale zwemwedstrijd die gehouden werd van 1 tot en met 4 december 2022 in het Zwemcentrum Rotterdam in Rotterdam. De wedstrijden vonden plaats in een 50 meterbad. Deze wedstrijd was onderdeel van het kwalificatietraject, voor de Nederlandse zwemmers, richting de wereldkampioenschappen zwemmen 2023 in Fukuoka.

## Programma
| S | Series | Goud | Finale |

| Donderdag t/m Zaterdag | Donderdag t/m Zaterdag | Donderdag t/m Zaterdag | Donderdag t/m Zaterdag              |
| ---------------------- | ---------------------- | ---------------------- | ----------------------------------- |
| Ochtendsessie          | 09:00                  | Avondsessie            | 17:00 (A-finales) 18:30 (B-finales) |
| Zondag                 |                        |                        |                                     |
| Ochtendsessie          | 09:00                  | Avondsessie            | 14:30 (A-finales) 16:30 (B-finales) |

| Onderdeel        | December | December | December | December | December | December | December | December |
| Onderdeel        | 1        | 1        | 2        | 2        | 3        | 3        | 4        | 4        |
| ---------------- | -------- | -------- | -------- | -------- | -------- | -------- | -------- | -------- |
| 50m vrije slag   |          |          |          |          |          |          | S        | Goud     |
| 100m vrije slag  |          |          |          |          | S        | Goud     |          |          |
| 200m vrije slag  | S        | Goud     |          |          |          |          |          |          |
| 400m vrije slag  |          |          |          |          |          |          | S        | Goud     |
| 800m vrije slag  |          |          |          |          | S        |          |          | Goud     |
| 1500m vrije slag | S        |          |          | Goud     |          |          |          |          |
| 50m rugslag      |          |          | S        | Goud     |          |          |          |          |
| 100m rugslag     |          |          |          |          | S        | Goud     |          |          |
| 200m rugslag     | S        | Goud     |          |          |          |          |          |          |
| 50m schoolslag   | S        | Goud     |          |          |          |          |          |          |
| 100m schoolslag  |          |          |          |          |          |          | S        | Goud     |
| 200m schoolslag  |          |          | S        | Goud     |          |          |          |          |
| 50m vlinderslag  |          |          |          |          |          |          | S        | Goud     |
| 100m vlinderslag |          |          | S        | Goud     |          |          |          |          |
| 200m vlinderslag | S        | Goud     |          |          |          |          |          |          |
| 200m wisselslag  |          |          |          |          | S        | Goud     |          |          |
| 400m wisselslag  |          |          | S        | Goud     |          |          |          |          |
| Totaal           | 4        | 4        | 5        | 5        | 3        | 3        | 5        | 5        |

| Onderdeel        | December | December | December | December | December | December | December | December |
| Onderdeel        | 1        | 1        | 2        | 2        | 3        | 3        | 4        | 4        |
| ---------------- | -------- | -------- | -------- | -------- | -------- | -------- | -------- | -------- |
| 50m vrije slag   |          |          |          |          |          |          | S        | Goud     |
| 100m vrije slag  |          |          |          |          | S        | Goud     |          |          |
| 200m vrije slag  | S        | Goud     |          |          |          |          |          |          |
| 400m vrije slag  |          |          |          |          |          |          | S        | Goud     |
| 800m vrije slag  |          |          |          |          | S        |          |          | Goud     |
| 1500m vrije slag | S        |          |          | Goud     |          |          |          |          |
| 50m rugslag      |          |          | S        | Goud     |          |          |          |          |
| 100m rugslag     |          |          |          |          | S        | Goud     |          |          |
| 200m rugslag     | S        | Goud     |          |          |          |          |          |          |
| 50m schoolslag   | S        | Goud     |          |          |          |          |          |          |
| 100m schoolslag  |          |          |          |          |          |          | S        | Goud     |
| 200m schoolslag  |          |          | S        | Goud     |          |          |          |          |
| 50m vlinderslag  |          |          |          |          |          |          | S        | Goud     |
| 100m vlinderslag |          |          | S        | Goud     |          |          |          |          |
| 200m vlinderslag | S        | Goud     |          |          |          |          |          |          |
| 200m wisselslag  |          |          |          |          | S        | Goud     |          |          |
| 400m wisselslag  |          |          | S        | Goud     |          |          |          |          |
| Totaal           | 4        | 4        | 5        | 5        | 3        | 3        | 5        | 5        |

## WK-kwalificatie
De KNZB stelde onderstaande limieten vast voor deelname aan de wereldkampioenschappen zwemmen 2023 in Fukuoka, Japan. Vijf zwemmers en zes zwemsters voldeden tijdens de wereldkampioenschappen zwemmen 2022 in Boedapest en de Europese kampioenschappen zwemmen 2022 in Rome aan de kwalificatie-eisen. Kwalificatie is uitsluitend mogelijk via de Olympische nummers. De bondscoach zwemmen kan besluiten zwemmers na kwalificatie in te schrijven op niet-olympische onderdelen.
Tijdlijn
| Datum                     | Wedstrijd                                      | Plaats                                  |
| ------------------------- | ---------------------------------------------- | --------------------------------------- |
| 18-25 juni 2022           | Wereldkampioenschappen zwemmen 2022            | Boedapest                               |
| 11-17 augustus 2022       | Europese kampioenschappen zwemmen 2022         | Rome                                    |
| 1-4 december 2022         | Rotterdam Qualification Meet 2022              | Rotterdam                               |
| 6-9 april 2023            | Eindhoven Qualification Meet 2023              | Eindhoven                               |
| 8-11 juni 2023            | Open Nederlandse kampioenschappen zwemmen 2023 | Amersfoort                              |
| 18 juni 2022-11 juni 2023 | Twee wedstrijden naar keuze per sporter        | Twee wedstrijden naar keuze per sporter |

Limieten
| Onderdeel        | Mannen   | Vrouwen  |
| ---------------- | -------- | -------- |
| 50m vrije slag   | 22,12    | 25,04    |
| 100m vrije slag  | 48,51    | 54,25    |
| 200m vrije slag  | 1.47,06  | 1.58,66  |
| 400m vrije slag  | 3.48,15  | 4.10,57  |
| 800m vrije slag  | 7.53,11  | 8.37,90  |
| 1500m vrije slag | 15.04,64 | 16.29,57 |
| 100m rugslag     | 54,03    | 1.00,59  |
| 200m rugslag     | 1.58,07  | 2.11,08  |
| 100m schoolslag  | 59,75    | 1.07,35  |
| 200m schoolslag  | 2.10,32  | 2.25,91  |
| 100m vlinderslag | 51,96    | 58,33    |
| 200m vlinderslag | 1.56,71  | 2.09,21  |
| 200m wisselslag  | 1.59,76  | 2.12,98  |
| 400m wisselslag  | 4.17,48  | 4.43,06  |

Overzicht behaalde WK-limieten
| Onderdeel        | Mannen                  | Mannen      | Vrouwen                                         | Vrouwen           |
| Onderdeel        | Naam                    | Tijd        | Naam                                            | Tijd              |
| ---------------- | ----------------------- | ----------- | ----------------------------------------------- | ----------------- |
| 50m vrije slag   | Thom de Boer Jesse Puts | 21,59 22,02 | Valerie van Roon Tessa Giele Marrit Steenbergen | 24,64 24,74 24,89 |
| 100m vrije slag  |                         |             | Marrit Steenbergen                              | 53,24             |
| 200m vrije slag  |                         |             | Marrit Steenbergen                              | 1.56,36           |
| 400m vrije slag  |                         |             |                                                 |                   |
| 800m vrije slag  |                         |             |                                                 |                   |
| 1500m vrije slag |                         |             | Imani de Jong                                   | 16.28,38          |
| 100m rugslag     |                         |             | Kira Toussaint Maaike de Waard                  | 59,16 59,89       |
| 200m rugslag     |                         |             |                                                 |                   |
| 100m schoolslag  | Arno Kamminga           | 58,62       | Tes Schouten                                    | 1.06,09           |
| 200m schoolslag  | Caspar Corbeau          | 2.09,13     | Tes Schouten                                    | 2.23,67           |
| 100m vlinderslag | Nyls Korstanje          | 51,41       |                                                 |                   |
| 200m vlinderslag |                         |             |                                                 |                   |
| 200m wisselslag  |                         |             | Marrit Steenbergen                              | 2.10,60           |
| 400m wisselslag  |                         |             |                                                 |                   |

### Niet-olympische onderdelen
Kwalificatie is uitsluitend mogelijk via de Olympische nummers. De bondscoach zwemmen (senioren) kan besluiten zwemmers na kwalificatie op een olympische onderdeel in te schrijven op niet-olympische onderdelen.
Limieten
| Onderdeel       | Mannen | Vrouwen |
| --------------- | ------ | ------- |
| 50m rugslag     | 25,16  | 28,22   |
| 50m schoolslag  | 27,33  | 31,02   |
| 50m vlinderslag | 23,53  | 26,32   |

Overzicht behaalde WK-limieten
| Onderdeel       | Mannen                       | Mannen      | Vrouwen                        | Vrouwen     |
| Onderdeel       | Naam                         | Tijd        | Naam                           | Tijd        |
| --------------- | ---------------------------- | ----------- | ------------------------------ | ----------- |
| 50m rugslag     |                              |             | Maaike de Waard Kira Toussaint | 27,54 27,69 |
| 50m schoolslag  | Caspar Corbeau Arno Kamminga | 27,26 27,32 |                                |             |
| 50m vlinderslag | Nyls Korstanje               | 22,88       | Maaike de Waard Kim Busch      | 25,62 26,17 |

¹ Zwemmers van wie de namen schuingedrukt staan hebben geen limiet gezwommen op een olympisch onderdeel.

## Nederlandse records
| Datum      | Onderdeel           | Nieuwe recordhouder | Tijd    | Oude recordhouder | Tijd    | Datum            |
| ---------- | ------------------- | ------------------- | ------- | ----------------- | ------- | ---------------- |
| 2 december | 200m schoolslag (v) | Tes Schouten        | 2.23,93 | Tes Schouten      | 2.26,13 | 24 februari 2022 |
| 2 december | 200m schoolslag (v) | Tes Schouten        | 2.23,67 | Tes Schouten      | 2.23,93 | 2 december 2022  |
| 4 december | 100m schoolslag (v) | Tes Schouten        | 1.06,58 | Tes Schouten      | 1.06,88 | 17 november 2022 |
| 4 december | 100m schoolslag (v) | Tes Schouten        | 1.06,09 | Tes Schouten      | 1.06,58 | 4 december 2022  |

## Medailles

### Legenda
- WR = Wereldrecord
- ER = Europees record
- NR = Nederlands record
- Q = Voldaan aan de WK-limiet

### Mannen
| Onderdeel   | Goud                                | Goud      | Zilver                              | Zilver   | Brons                               | Brons    |
| ----------- | ----------------------------------- | --------- | ----------------------------------- | -------- | ----------------------------------- | -------- |
| Vrije slag  |                                     |           |                                     |          |                                     |          |
| 50 m        | Renzo Tjon-A-Joe Suriname           | 21,96     | Kenzo Simons Nederland              | 22,20    | Oussama Sahnoune Algerije           | 22,74    |
| 100 m       | Sean Niewold Nederland              | 49,29     | Edward Mildred Verenigd Koninkrijk  | 49,45    | Renzo Tjon-A-Joe Suriname           | 49,59    |
| 200 m       | James Guy Verenigd Koninkrijk       | 1.47,69   | Tom Dean Verenigd Koninkrijk        | 1.47,82  | Kieran Bird Verenigd Koninkrijk     | 1.48,60  |
| 400 m       | Luke Turley Verenigd Koninkrijk     | 3.50,81   | Kieran Bird Verenigd Koninkrijk     | 3.51,24  | Vlad-Stefan Stancu Roemenië         | 3.53,00  |
| 800 m       | Vlad-Stefan Stancu Roemenië         | 7.57,58   | Luke Turley Verenigd Koninkrijk     | 7.58,01  | Arne Schubert Duitsland             | 8.05,87  |
| 1500 m      | Vlad-Stefan Stancu Roemenië         | 15.06,86  | Logan Vanhuys België                | 15.31,92 | Luka Karl Oostenrijk                | 15.35,05 |
| Rugslag     |                                     |           |                                     |          |                                     |          |
| 50 m        | Jonathon Adam Verenigd Koninkrijk   | 25,26     | Oskar Schildknecht Duitsland        | 25,69    | Cameron Brooker Verenigd Koninkrijk | 25,73    |
| 100 m       | Jonathon Adam Verenigd Koninkrijk   | 53,97     | Brodie Williams Verenigd Koninkrijk | 54,63    | Cameron Brooker Verenigd Koninkrijk | 55,02    |
| 200 m       | Brodie Williams Verenigd Koninkrijk | 1.58,26   | Cameron Brooker Verenigd Koninkrijk | 1.59,59  | Francisco Rogerio Santos Portugal   | 2.01,32  |
| Schoolslag  |                                     |           |                                     |          |                                     |          |
| 50 m        | Arno Kamminga Nederland             | 27,33     | Melvin Imoudu Duitsland             | 27,52    | Caspar Corbeau Nederland            | 27,53    |
| 100 m       | Arno Kamminga Nederland             | 58,90 Q   | Caspar Corbeau Nederland            | 1.00,09  | Melvin Imoudu Duitsland             | 1.00,64  |
| 200 m       | Caspar Corbeau Nederland            | 2.09,13 Q | Arno Kamminga Nederland             | 2.10,39  | Noah De Schryver België             | 2.12,70  |
| Vlinderslag |                                     |           |                                     |          |                                     |          |
| 50 m        | Luca-Nik Armbruster Duitsland       | 23,77     | Jacob Peters Verenigd Koninkrijk    | 23,85    | Thomas Verhoeven Nederland          | 23,96    |
| 100 m       | James Guy Verenigd Koninkrijk       | 52,10     | Edward Mildred Verenigd Koninkrijk  | 52,36    | Jacob Peters Verenigd Koninkrijk    | 52,43    |
| 200 m       | Thomas Jansen Nederland             | 1.59,97   | Miguel Martínez Spanje              | 2.00,07  | Aaron Schmidt Duitsland             | 2.01,04  |
| Wisselslag  |                                     |           |                                     |          |                                     |          |
| 200 m       | Thomas Jansen Nederland             | 2.02,42   | Mihai Gergely Roemenië              | 2.04,74  | Cristian Lapadat Roemenië           | 2.05,34  |
| 400 m       | Thomas Jansen Nederland             | 4.20,36   | Yanieck Weijland Nederland          | 4.26,14  | Arne Schubert Duitsland             | 4.26,73  |

### Vrouwen
| Onderdeel   | Goud                              | Goud          | Zilver                             | Zilver    | Brons                                 | Brons    |
| ----------- | --------------------------------- | ------------- | ---------------------------------- | --------- | ------------------------------------- | -------- |
| Vrije slag  |                                   |               |                                    |           |                                       |          |
| 50 m        | Marrit Steenbergen Nederland      | 24,89 Q       | Kim Busch Nederland                | 25,10     | Nina Sandrine Jazy Duitsland          | 25,38    |
| 100 m       | Marrit Steenbergen Nederland      | 53,61 Q       | Freya Anderson Verenigd Koninkrijk | 54,71     | Roos Vanotterdijk België              | 55,19    |
| 200 m       | Marrit Steenbergen Nederland      | 1.57,02 Q     | Freya Anderson Verenigd Koninkrijk | 1.57,33   | Silke Holkenborg Nederland            | 2.00,39  |
| 400 m       | Imani de Jong Nederland           | 4.11,82       | Janna van Kooten Nederland         | 4.14,33   | Silke Holkenborg Nederland            | 4.17,08  |
| 800 m       | Leah Crisp Verenigd Koninkrijk    | 8.42,26       | Julia Ackermann Duitsland          | 8.42,63   | Amber Keegan Verenigd Koninkrijk      | 8.48,46  |
| 1500 m      | Imani de Jong Nederland           | 16.28,38 Q    | Julia Ackermann Duitsland          | 16.39,13  | Leah Crisp Verenigd Koninkrijk        | 16.43,08 |
| Rugslag     |                                   |               |                                    |           |                                       |          |
| 50 m        | Roos Vanotterdijk België          | 28,32         | Kira Toussaint Nederland           | 28,33     | Anna Maria Börstler Duitsland         | 28,96    |
| 100 m       | Maaike de Waard Nederland         | 1.00,19 Q     | Kira Toussaint Nederland           | 1.00,35 Q | Lotte Hosper Nederland                | 1.01,84  |
| 200 m       | Lotte Hosper Nederland            | 2.12,42       | Nahia Gorrado Spanje               | 2.13,90   | Estella Tonrath Spanje                | 2.14,80  |
| Schoolslag  |                                   |               |                                    |           |                                       |          |
| 50 m        | Anne Palmans Nederland            | 31,48         | Kaylene Corbett Zuid-Afrika        | 32,13     | Siel Verstrepen België                | 32,21    |
| 100 m       | Tes Schouten Nederland            | 1.06,09 NR, Q | Kaylene Corbett Zuid-Afrika        | 1.08,87   | Anne Palmans Nederland                | 1.10,63  |
| 200 m       | Tes Schouten Nederland            | 2.23,67 NR, Q | Kaylene Corbett Zuid-Afrika        | 2.24,01   | Charlotte Bianchi Verenigd Koninkrijk | 2.32,91  |
| Vlinderslag |                                   |               |                                    |           |                                       |          |
| 50 m        | Maaike de Waard Nederland         | 25,64         | Roos Vanotterdijk België           | 26,50     | Jessica Felsner Duitsland             | 26,67    |
| 100 m       | Marrit Steenbergen Nederland      | 58,57         | Maaike de Waard Nederland          | 58,91     | Roos Vanotterdijk België              | 58,93    |
| 200 m       | Holly Hibbott Verenigd Koninkrijk | 2.14,84       | Laura Cabanes Spanje               | 2.15,37   | Ashleigh Baillie Verenigd Koninkrijk  | 2.16,00  |
| Wisselslag  |                                   |               |                                    |           |                                       |          |
| 200 m       | Candice Hall Verenigd Koninkrijk  | 2.16,18       | Zoe Vogelmann Duitsland            | 2.16,40   | Julia Titze Duitsland                 | 2.17,37  |
| 400 m       | Zoe Vogelmann Duitsland           | 4.45,02       | Amber Keegan Verenigd Koninkrijk   | 4.47,93   | Julia Titze Duitsland                 | 4.51,64  |